# Phare de Plum Beach
Le phare de Plum Beach (en anglais : Plum Beach Light), est un phare actif situé à North Kingstown, dans le Comté de Washington (État de Rhode Island).
Il est inscrit au Registre national des lieux historiques depuis le 30 mars 1988.

## Histoire
Ce phare à caisson pneumatique a été construit en 1899 et une base en granit a été ajoutée en 1922. La lumière a été désactivée en 1941 lors de la construction du premier Jamestown Bridge (en). Elle est restée inactive jusqu’en 1999, date à laquelle les Amis du phare de Plum Beach  reçurent la propriété du phare.
En 2003, l'extérieur du phare de Plum Beach a été complètement restauré et sa balise réactivée peu de temps après. Le phare re-fonctionne depuis 2003 en tant qu'aide à la navigation privée de la Garde côtière. Il a été repeint en 2017.

## Description
Le phare  est une tour en fonte avec une triple galerie et une lanterne de 16 m de haut. La tour est peinte en blanc et rouge et la lanterne est noire. Il émet, à une hauteur focale de 16,5 m, un éclat blanc seconde par période de 5 secondes. Sa portée n'est pas connue.
Identifiant : ARLHS : USA-604 ; USCG : 1-19130 - Admiralty : J0615 .
|                  |
| Le phare en 1910 |

|                 |
| Le phare actuel |

### Lien connexe
- Liste des phares au Rhode Island